# SC Xaverov Horní Počernice
Der SC Xaverov Horní Počernice ist ein tschechischer Fußballverein aus Horní Počernice, einem Stadtteil am Rand der Hauptstadt Prag. Von 1977 bis 1995 und erneut von 1998 bis 2006 spielte Xaverov in der zweithöchsten Spielklasse der Tschechoslowakei respektive Tschechiens.

## Vereinsgeschichte
Der Verein entstand 1966 aus einer Fusion von Slavoj Horní Počernice und Slovan Horní Počernice als TJ Xaverov Horní Počernice. Xaverov, ein in Horní Počernice ansässiges Geflügelkombinat übernahm das Patronat über den Klub. Die Vereinsfarben waren Gelb und Grün, im Vereinslogo war ein Küken zu finden und bald wurde auch die Mannschaft so genannt. Viele bekannte Spieler ließen ihre Karriere am Prager Stadtrand ausklingen.
Nach mehreren Aufstiegen in kürzester Zeit erreichte Xaverov 1977 die zweithöchste Tschechoslowakische Spielklasse ČNL. Mehrmals konnte sich Xaverov vorne platzieren, zum Aufstieg in die 1. Liga reichte es aber nie. 1990 wurde der Vereinsname in SK Xaverov Praha geändert, die Vereinsfarben den Stadtfarben Rot-Schwarz-Weiß angepasst.
Von 1991 bis 1993 spielte die 1. Mannschaft unter der Bezeichnung 1. FC Terrex Praha. 1995 folgte der Abstieg in die 3. Liga ČFL. 1998 musste man auch diese verlassen. Es kam zur Zusammenarbeit mit dem Zweitligisten SK Chrudim, der in der Saison 1998/99 seine Spiele in Horní Počernice austrug. Xaverov selbst, der Verein hieß zu diesem Zeitpunkt SC Horní Počernice, startete als eine Art B-Mannschaft nur in der 5. Liga. Im Sommer 1999 fusionierten beide Klubs zum SC Xaverov Horní Počernice.
Der SC Xaverov erreichte 2000/01 mit dem vierten Platz in der 2. Liga das beste Vereinsergebnis, der Aufstiegsplatz in die 1. Liga wurde um zehn Punkte verfehlt. 2004 stieg Xaverov in die ČFL ab, schaffte aber den sofortigen Wiederaufstieg.
Kurz vor Ablauf der Spielzeit 2005/06 kündigte Generaldirektor Vojtěch Tomi an, die Zweitligalizenz des Vereins abzugeben, wegen der Zustände, die im Tschechischen Fußball vorzufinden seien. Lange sah es so aus, als würde er keinen Käufer finden, schließlich einigte er sich mit Bohemians 1905.
In der Saison 2006/07 nehmen nur Juniorenmannschaften des SC Xaverov am Spielbetrieb teil.

## Tipsport Cup
Bekannt wurde Xaverov auch durch die Austragung des Winterturniers Tipsort Cup auf dem eigenen Kunstrasenplatz von 2003 bis 2005, bei dem sich führende tschechische Mannschaften auf die Rückrunde vorbereiteten. Xaverov konnte das Turnier 2003 selbst gewinnen.

## Vereinsnamen

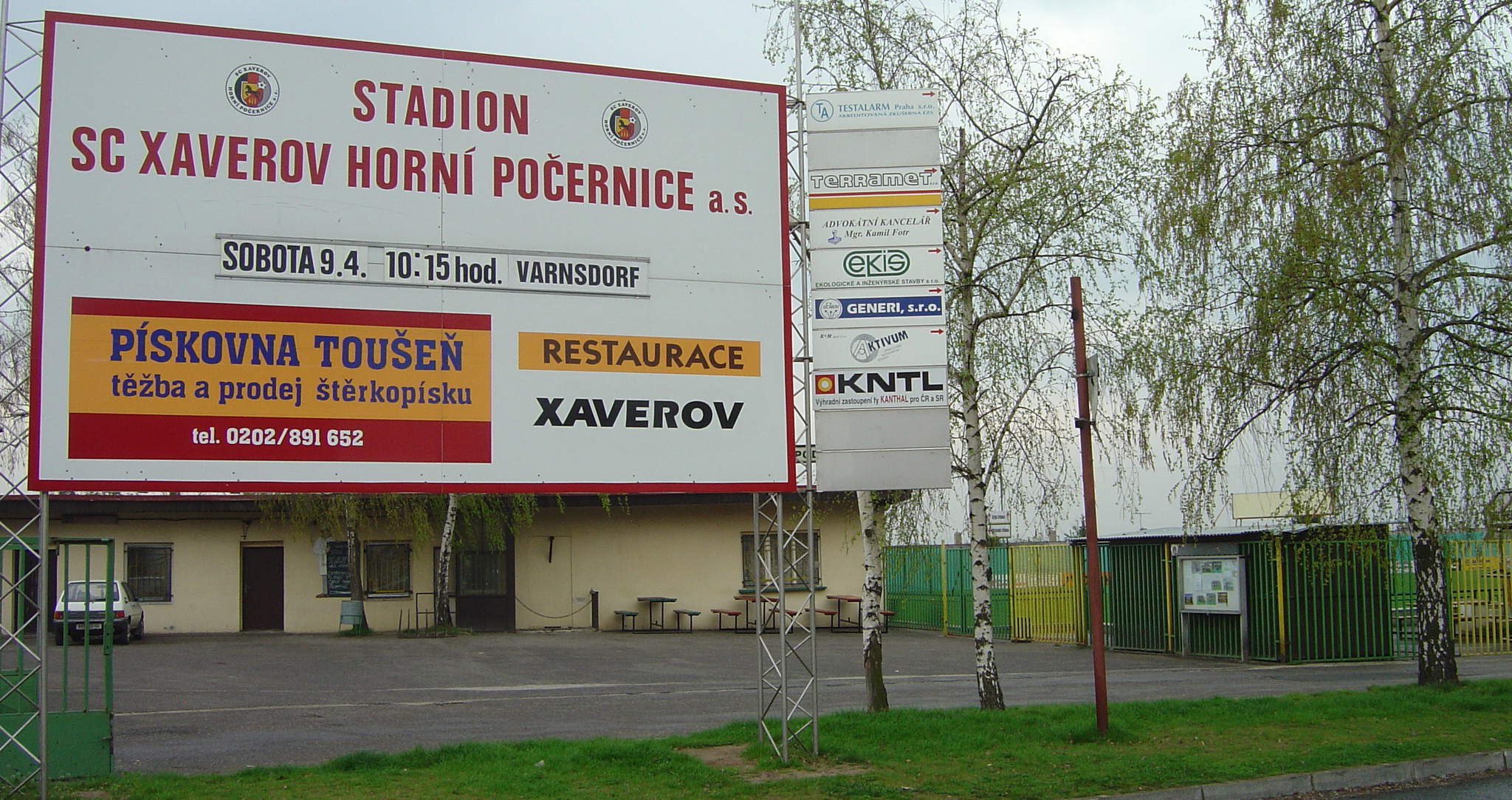
Stadionvorplatz des SC Xaverov

- 1966 bis 1978: TJ Xaverov Horní Počernice
- 1978 bis 1990: TJ Drůbežárský průmysl Xaverov
- 1990 bis 1991: SK Xaverov Praha
- 1991 bis 1993: 1. FC Terrex Praha (nur A-Mannschaft)
- 1993 bis 1995: SK Xaverov Praha
- 1995 bis 1999: Sport centrum Horní Počernice
- seit 1999: SC Xaverov Horní Počernice

## Spieler
- Martin Frýdek (2001–2004)
- Jan Rajnoch (2004–2006)

## Trainer
- Bohumil Musil (1981–1983)
- Juraj Šimurka (2000–2003)
- Günter Bittengel (2004–2005)